# Undercover Brother
Undercover Brother (pt: O Irmão Secreto / br: Com a Cor e a Coragem) é a segunda longa-metragem do cineasta afro-americano Malcolm D. Lee e realizou no ano de 2002. O roteiro é de Michael McCullers e o co-produtor executivo John Ridley, que criou os personagens originais para uma animação na Internet. Ele satiriza os filmes blaxploitation dos anos 1970, assim como vários outros filmes, mais notavelmente a franquia de James Bond. Também conta com o ex-integrante do Saturday Night Live, Chris Kattan, e o comediante Dave Chappelle, além de Aunjanue Ellis, Neil Patrick Harris, Denise Richards e Billy Dee Williams e uma participação especial de James Brown.

## Sinopse
Retratando a história de como a popularidade da cultura negra com o público norte-americano começou a declinar na década de 1980, quando o estilo e originalidade começou a perder apelo aos olhos do público, devido aos esforços persistentes de "The Man" (Robert Trumbull), um poderoso homem caucasiano no controle de uma organização secreta que procura minar a comunidade afro-Americana, bem como as culturas de outras minorias.

## Elenco
- Eddie Griffin - Agente Sangue Bom/Anton Jackson
- Denise Richards - Agente Gostosa/Penelope Snow
- Aunjanue Ellis - Irmã Marrom Bombom
- Chi McBride - O Chefe
- Chris Kattan - Sr. Feather
- Robert Trumbull - O Homem
- Dave Chappelle - Irmão Invocadão
- Neil Patrick Harris - Lance
- Gary Anthony Williams - Irmão Sabichão
- Billy Dee Williams - Gen. Warren Boutwell
- Jack Noseworthy - Sr. Elias

## Recepção da crítica
Undercover Brother teve recepção geralmente favorável por parte da crítica especializada. Em base de 30 avaliações profissionais, alcançou uma pontuação de 69% no Metacritic. Por votos dos usuários do site, atinge uma nota de 6.9, usada para avaliar a recepção do público.